# Liste der Naturschutzgebiete im Jihomoravský kraj

Lage des Jihomoravský kraj in Tschechien

Die Liste der Naturschutzgebiete im Jihomoravský kraj umfasst kleinflächige geschützte Gebiete in der Region Südmähren, Tschechien. Aufgenommen sind alle offiziell ausgewiesenen Naturreservate und Naturdenkmäler nach dem „Gesetz zum Schutz der Natur und der Landschaft 114/1992“ (Stand Juli 2009).
Für eine Gesamtübersicht siehe die Liste der Naturschutzgebiete in Tschechien.

## Nationale Naturreservate
| Name                                 | Gründung | Größe [ha] | Lage                                                                              | Beschreibung                                                                           | Ansicht |
| ------------------------------------ | -------- | ---------- | --------------------------------------------------------------------------------- | -------------------------------------------------------------------------------------- | ------- |
| Býčí skála                           | 2004     | 181,58     | Okres Blansko: Adamov, Habrůvka, Olomučany Okres Brno-venkov: Babice nad Svitavou | Höhlen im Mährischen Karst                                                             |         |
| Cahnov-Soutok                        | 1949     | 13,46      | Okres Břeclav, Lanžhot                                                            | Auwald an March und Thaya                                                              |         |
| Čertoryje                            | 1987     | 325,58     | Okres Hodonín, Hrubá Vrbka, Kněždub, Tvarožná Lhota                               | Wiesen in den Weißen Karpaten                                                          |         |
| Děvín-Kotel-Soutěska                 | 1946     | 159,62     | Okres Břeclav, Horní Věstonice, Klentnice, Pavlov, Perná                          | Felsen- und Hügellandschaft in Pálava                                                  |         |
| Habrůvecká bučina                    | 1975     | 88,56      | Okres Blansko, Habrůvka                                                           | bewaldetes Tal im Mährischen Karst                                                     |         |
| Hádecká planinka                     | 2008     | 83,16      | Okres Brno-město: Brno Okres Brno-venkov: Šlapanice                               | Waldgebiet im Mährischen Karst                                                         |         |
| Jazevčí                              | 1987     | 99,28      | Okres Hodonín, Javorník, Nová Lhota                                               | Wiesen im Javorník-Gebirge                                                             |         |
| Krumlovsko-rokytenské slepence       | 2005     | 86,58      | Okres Znojmo, Moravský Krumlov                                                    | Bewaldetes Felsental des Flusses Rokytná                                               |         |
| Křivé jezero                         | 1973     | 104,21     | Okres Břeclav, Přítluky                                                           | Aue der Thaya                                                                          |         |
| Lednické rybníky                     | 1953     | 552,53     | Okres Břeclav, Břeclav, Hlohovec, Lednice, Sedlec                                 | Teiche an der Thaya, Vogelschutz- und Ramsar-Feuchtgebiet                              |         |
| Porážky                              | 1987     | 49,76      | Okres Hodonín: Nová Lhota, Suchov Okres Uherské Hradiště: Slavkov                 | Wiesen in den Weißen Karpaten                                                          |         |
| Pouzdřanská step-Kolby               | 1956     | 49,09      | Okres Břeclav, Pouzdřany, Uherčice                                                | Steppenlandschaft nördlich von Pálava                                                  |         |
| Ranšpurk                             | 1949     | 19,20      | Okres Břeclav, Lanžhot                                                            | Auwald an March und Thaya                                                              |         |
| Slanisko u Nesytu                    | 1961     | 16,67      | Okres Břeclav, Sedlec                                                             | Ufer des Teiches Nesyt, des größten der Lednické rybníky, mit salzliebender Vegetation |         |
| Tabulová, Růžový vrch a Kočičí kámen | 1951     | 47,38      | Okres Břeclav, Bavory, Klentnice, Perná                                           | Tafelberg in Pálava                                                                    |         |
| Větrníky                             | 1933     | 24,46      | Okres Vyškov, Letonice                                                            | Steppenlandschaft in der Litenčická pahorkatina                                        |         |
| Vývěry Punkvy                        | 1997     | 556,46     | Okres Blansko, Blansko, Ostrov u Macochy, Vavřinec, Vilémovice                    | Karstgebiet im Verlauf der Punkva                                                      |         |
| Zahrady pod Hájem                    | 1987     | 162,33     | Okres Hodonín, Velká nad Veličkou                                                 | Wiesen in den Weißen Karpaten                                                          |         |

## Naturreservate
| Name                            | Gründung | Größe [ha] | Lage | Beschreibung | Ansicht |
| ------------------------------- | -------- | ---------- | --- | --- | ------- |
| Babí doly                       | 1997     | 0,75       | Okres Brno-město, Brno | Teiche am Rand der Drahanská vrchovina, Amphibien-Refugium                                                                 |         |
| Babí lom                        | 1980     | 23,12      | Okres Blansko: Svinošice Okres Brno-venkov: Lelekovice | Hügel (562 m n.m.) am Rand der Drahanská vrchovina                                                                         |         |
| Balcarova skála-Vintoky         | 1998     | 7,09       | Okres Blansko, Ostrov u Macochy | |         |
| Bayerova                        | 1975     | 17,37      | Okres Blansko, Křtiny | |         |
| Bílá voda                       | 1975     | 31,70      | Okres Blansko, Holštejn, Lipovec | |         |
| Bílý kříž                       | 1996     | 20,47      | Okres Znojmo, Stálky, Uherčice, Vratěnín | |         |
| Biskoupský kopec                | 1979     | 7,59       | Okres Brno-venkov, Biskoupky | |         |
| Bosonožský hájek                | 1985     | 46,77      | Okres Brno-město, Brno | bewaldeter Hügel am Stadtrand von Brünn                                                                                    |         |
| Břenčák                         | 1987     | 31,29      | Okres Brno-město, Brno | |         |
| Březinka                        | 1973     | 6,62       | Okres Blansko, Březina | |         |
| Coufavá                         | 1976     | 22,46      | Okres Brno-venkov, Vranov | |         |
| Čepičkův vrch a údolí Hodonínky | 1990     | 105,31     | Okres Blansko, Černovice | |         |
| Černovický hájek                | 1977     | 11,74      | Okres Brno-město, Brno | |         |
| Čihadlo                         | 1976     | 55,22      | Okres Brno-venkov, Babice nad Svitavou | |         |
| Člupy                           | 1990     | 5,66       | Okres Vyškov, Bučovice | Tal mit Steppenvegetation am Nordrand des Naturparks Ždánický les                                                          |         |
| Dřínová                         | 1973     | 24,30      | Okres Brno-venkov, Babice nad Svitavou | |         |
| Durana                          | 1997     | 46,83      | Okres Blansko, Úsobrno | Hügel mit einem Buchen-Tannenwald am Nordrand der Drahanská vrchovina                                                      |         |
| Františkův rybník               | 1994     | 19,51      | Okres Břeclav, Břeclav | |         |
| Háj u Louky                     | 1992     | 16,50      | Okres Hodonín, Louka | |         |
| Hašky                           | 1990     | 4,95       | Okres Vyškov, Nevojice | trockener Hang mit Steppenvegetation am Nordrand des Naturparks Ždánický les                                               |         |
| Hloží                           | 1992     | 7,46       | Okres Hodonín, Velká nad Veličkou | |         |
| Horky                           | 1989     | 15,49      | Okres Hodonín, Milotice | |         |
| Hovoranské louky                | 1992     | 10,60      | Okres Hodonín, Hovorany | Steppenlandschaft am Rand des Naturparks Ždánický les                                                                      |         |
| Hrádek                          | 1986     | 11,18      | Okres Břeclav, Morkůvky | Waldsteppe am Rand des Naturparks Ždánický les                                                                             |         |
| Hrádky                          | 1990     | 24,92      | Okres Blansko, Osiky | |         |
| Jelení skok                     | 1976     | 96,57      | Okres Brno-venkov, Vranov | |         |
| Jelení žlíbek                   | 1979     | 11,99      | Okres Brno-město, Brno | |         |
| Kamenný vrch                    | 1978     | 6,00       | Okres Brno-město, Brno | |         |
| Karlov                          | 1933     | 5,80       | Okres Znojmo, Šanov | |         |
| Kavinský potok                  | 1997     | 6,04       | Okres Blansko, Kněževes | |         |
| Krnovec                         | 1987     | 9,43       | Okres Brno-město, Brno | |         |
| Kútky                           | 1987     | 66,42      | Okres Hodonín, Radějov | Wiese in den Weißen Karpaten                                                                                               |         |
| Liščí vrch                      | 1986     | 10,82      | Okres Břeclav, Sedlec | |         |
| Louky pod Kulíškem              | 1996     | 5,30       | Okres Blansko, Kunštát, Rozseč nad Kunštátem | |         |
| Louky pod Kumstátem             | 1954     | 3,73       | Okres Břeclav, Krumvíř | zwei Hangwiesen mit Steppenvegetation                                                                                      |         |
| Machová                         | 1987     | 111,98     | Okres Hodonín, Javorník | Wiese in den Weißen Karpaten                                                                                               |         |
| Malužín                         | 1976     | 55,87      | Okres Brno-venkov, Bílovice nad Svitavou | |         |
| Milovická stráň                 | 1994     | 88,35      | Okres Břeclav, Mikulov, Milovice | |         |
| Mokřad pod Tipečkem             | 1997     | 2,09       | Okres Blansko, Jedovnice, Křtiny | |         |
| Moravanské lúky                 | 1990     | 8,72       | Okres Hodonín, Moravany | Wiesen im Marsgebirge |         |
| Mušenice                        | 1990     | 14,30      | Okres Vyškov, Rašovice | trockener Hang mit wärmeliebenden Pflanzengesellschaften am Nordrand des Naturparks Ždánický les                           |         |
| Na Kocourkách                   | 1949     | 3,01       | Okres Znojmo, Dobelice, Vémyslice | |         |
| Nad horou                       | 1996     | 43,33      | Okres Brno-venkov, Černvír, Nedvědice | |         |
| Nad řekami                      | 1979     | 6,62       | Okres Brno-venkov, Ivančice | |         |
| Nosperk                         | 1986     | 10,88      | Okres Břeclav, Němčičky | Laubwald am Rand des Naturparks Ždánický les                                                                               |         |
| Obůrky-Třeštěnec                | 1980     | 2,65       | Okres Brno-venkov, Moravské Knínice | Feuchtwiesenbiotop mit Orchideen auf der zwischen 1940 und 1943 angelegten Trasse der Reichsautobahn Breslau-Wien          |         |
| Oskovec                         | 1956     | 6,08       | Okres Hodonín, Strážnice | |         |
| Oskovec II                      | 1991     | 2,88       | Okres Hodonín, Petrov | Vogelschutzgebiet an der March                                                                                             |         |
| Pavlovské mokřady               | 1988     | 125,40     | Okres Blansko, Benešov | Moor in der Drahanská vrchovina                                                                                            |         |
| Písečný rybník                  | 1956     | 35,46      | Okres Hodonín, Milotice | Teich, Vogelschutzgebiet im Dolnomoravský úval                                                                             |         |
| Plačkův les a říčka Šatava      | 1990     | 112,90     | Okres Břeclav, Ivaň | |         |
| Ploník                          | 1988     | 25,97      | Okres Blansko, Černovice | |         |
| Pod Sýkořskou myslivnou         | 1990     | 23,25      | Okres Blansko, Synalov | |         |
| Podhradské skály                | 1998     | 10,89      | Okres Znojmo, Korolupy | |         |
| Podsedky                        | 2002     | 2,29       | Okres Vyškov, Kožušice | |         |
| Rakovec                         | 1973     | 36,08      | Okres Blansko, Jedovnice | |         |
| Rašovický zlom-Chobot           | 1990     | 19,14      | Okres Vyškov, Hodějice, Rašovice | trockener Hang mit ehemaligen Obstgärten und wärmeliebenden Pflanzengesellschaften am Nordrand des Naturparks Ždánický les |         |
| Roviny                          | 1986     | 26,33      | Okres Břeclav, Hustopeče | trockenes Grasland, Buschwerk und Eichenwälder auf Kalkboden am Nordosthang des Přední kout                                |         |
| Růžový vrch                     | 1996     | 11,88      | Okres Znojmo, Chvalatice | |         |
| Skařiny                         | 1956     | 13,24      | Okres Hodonín, Mikulčice | Auwald an der March |         |
| Slanisko Dobré Pole             | 1993     | 3,98       | Okres Břeclav, Dobré Pole | |         |
| Slanisko Novosedly              | 1993     | 2,01       | Okres Břeclav, Novosedly | |         |
| Sloupsko-šošůvské jeskyně       | 2004     | 7,80       | Okres Blansko, Sloup, Šošůvka | Höhlen im Mährischen Karst                                                                                                 |         |
| Slunná                          | 1985     | 4,98       | Okres Brno-venkov, Lažánky | Urwald an der Svratka |         |
| Sokolí skála                    | 1949     | 128,44     | Okres Brno-venkov, Borač, Doubravník | Felsen im Tal der Svratka                                                                                                  |         |
| Sovince                         | 1994     | 1,46       | Okres Hodonín, Nenkovice | |         |
| Stepní stráň u Komořan          | 1948     | 5,20       | Okres Vyškov, Komořany | trockene Weide mit Steppencharakter am Südrand der Drahanská vrchovina                                                     |         |
| Stibůrkovská jezera             | 1994     | 28,62      | Okres Břeclav, Tvrdonice | |         |
| Studnické louky                 | 2002     | 3,66       | Okres Vyškov, Krásensko | Bachaue in der Drahanská vrchovina                                                                                         |         |
| Stupava                         | 1996     | 53,54      | Okres Hodonín, Hodonín | |         |
| Svatý kopeček                   | 1946     | 36,08      | Okres Břeclav, Mikulov | |         |
| Šévy                            | 1950     | 3,47       | Okres Vyškov, Mouřínov | Hang mit Steppenvegetation am Nordrand des Naturparks Ždánický les                                                         |         |
| Šibeničník                      | 1946     | 3,38       | Okres Břeclav, Mikulov | Rasensteppe mit dem einzigen Vorkommen des Steppen-Staudenhafers in Mähren.                                                |         |
| Špice                           | 1956     | 1,00       | Okres Brno-venkov, Újezd u Brna | |         |
| Špidláky                        | 1992     | 20,90      | Okres Hodonín, Čejč | |         |
| Šumický rybník                  | 1998     | 24,19      | Okres Znojmo, Šumice | |         |
| Tisová stráň                    | 1995     | 7,10       | Okres Znojmo, Lančov | |         |
| Turold                          | 2002     | 16,84      | Okres Břeclav, Mikulov | |         |
| U Brněnky                       | 1973     | 12,00      | Okres Brno-venkov, Kanice | |         |
| U doutné skály                  | 1999     | 24,41      | Okres Znojmo, Bítov, Zblovice | |         |
| U Nového hradu                  | 1975     | 44,60      | Okres Blansko, Olomučany | |         |
| U Vrby                          | 1994     | 30,02      | Okres Hodonín, Lovčice | |         |
| U Výpustku                      | 1977     | 64,57      | Okres Blansko, Březina, Habrůvka | |         |
| Údolí Oslavy a Chvojnice        | 1974     | 2309,87    | Okres Brno-venkov: Čučice, Ketkovice Okres Třebíč: Březník, Kladeruby nad Oslavou, Kralice nad Oslavou, Kuroslepy, Mohelno, Náměšť nad Oslavou, Sedlec, Senorady, Sudice | |         |
| Údolí Říčky                     | 1990     | 141,36     | Okres Brno-venkov, Hostěnice, Mokrá-Horákov, Ochoz u Brna | |         |
| Ve žlebcách                     | 1990     | 25,89      | Okres Vyškov, Bohdalice-Pavlovice | Naturnaher Mischwald in der Orlovická pahorkatina                                                                          |         |
| Velká skála                     | 2000     | 60,43      | Okres Brno-venkov: Biskoupky Okres Třebíč, Lhánice | |         |
| Velký Hornek                    | 2003     | 27,86      | Okres Brno-město: Brno, Okres Brno-venkov: Šlapanice | |         |
| Velký Kuntínov                  | 1986     | 11,61      | Okres Břeclav, Boleradice | Eichenwald am Rand des Naturparks Ždánický les                                                                             |         |
| Věstonická nádrž                | 1994     | 1016,87    | Okres Břeclav, Dolní Věstonice, Horní Věstonice, Pasohlávky, Pouzdřany, Strachotín                                                                                       | Stausee bei Pálava |         |
| Visengrunty                     | 1990     | 7,24       | Okres Vyškov, Bošovice | Ehemalige Weiden und Obstgärten am Rand des Naturparks Ždánický les                                                        |         |
| Vratíkov                        | 1990     | 30,51      | Okres Blansko, Boskovice, Velenov | Höhlen im Norden des Mährischen Karstes                                                                                    |         |
| Zadní Hády                      | 1973     | 47,54      | Okres Brno-venkov, Kanice, Ochoz u Brna | |         |
| Zázmoníky                       | 1986     | 4,85       | Okres Břeclav, Bořetice | Waldsteppe am Rand des Naturparks Ždánický les, Vorkommen des Österreichischen Drachenkopfs (Dracocephalum austriacum)     |         |
| Zouvalka                        | 2002     | 3,55       | Okres Vyškov, Prusy-Boškůvky | Steppenvegetation in der Litenčická pahorkatina                                                                            |         |

## Nationale Naturdenkmäler
| Name                | Gründung | Größe [ha] | Lage                                                              | Beschreibung                                                                            | Ansicht |
| ------------------- | -------- | ---------- | ----------------------------------------------------------------- | --------------------------------------------------------------------------------------- | ------- |
| Búrová              | 1987     | 18,81      | Okres Hodonín, Suchov                                             | Wiese in den Weißen Karpaten                                                            |         |
| Červený kopec       | 1970     | 0,55       | Okres Brno-město, Brno                                            | paläontologische Lokalität in Brünn                                                     |         |
| Dunajovické kopce   | 1990     | 107,16     | Okres Břeclav, Brod nad Dyjí, Březí, Dobré Pole, Dolní Dunajovice | Steppenlandschaft in Pálava, Vorkommen von Crambe tataria und Artemisia pancicii        |         |
| Jeskyně Pekárna     | 1933     | 14,00      | Okres Brno-venkov, Mokrá-Horákov                                  | Höhle im Mährischen Karst                                                               |         |
| Kalendář věků       | 2005     | 0,45       | Okres Břeclav, Dolní Věstonice                                    | Ehemalige Ziegelei in Pálava                                                            |         |
| Malhotky            | 1981     | 9,47       | Okres Vyškov, Nevojice                                            | Südhang mit Steppen- und Waldvegetation am Nordrand des Naturparks Ždánický les         |         |
| Miroslavské kopce   | 2004     | 30,81      | Okres Znojmo, Miroslav                                            | Hügelgruppe mit Steppenvegetation nahe der Stadt Miroslav                               |         |
| Na Adamcích         | 1973     | 7,48       | Okres Hodonín, Želetice                                           | Steppenvegetation am Südrand des Naturparks Ždánický les                                |         |
| Pastvisko u Lednice | 1990     | 30,50      | Okres Břeclav, Lednice                                            | Feuchtgebiet an der Thaya                                                               |         |
| Rendezvous          | 1990     | 17,12      | Okres Břeclav, Valtice                                            | Landschaftspark um das gleichnamige Jagdschloss in der Kulturlandschaft Lednice-Valtice |         |
| Rudické propadání   | 1990     | 4,40       | Okres Blansko, Jedovnice, Rudice                                  | Ponor im Mährischen Karst                                                               |         |
| Stránská skála      | 1978     | 16,61      | Okres Brno-město, Brno                                            | Felsen am Stadtrand von Brünn, paläontologische und archäologische Lokalität            |         |
| Váté písky          | 1990     | 99,8       | Okres Hodonín, Bzenec, Vracov                                     | Sanddünen entlang der Eisenbahnstrecke Přerov – Břeclav                                 |         |

## Naturdenkmäler
| Name                         | Gründung | Größe [ha] | Lage                                                    | Beschreibung | Ansicht |
| ---------------------------- | -------- | ---------- | ------------------------------------------------------- | --- | ------- |
| Andělka a Čertovka           | 1984     | 3,64       | Okres Brno-venkov, Šlapanice                            | |         |
| Anenský vrch                 | 1986     | 0,84       | Okres Břeclav, Mikulov                                  | |         |
| Augšperský potok             | 1989     | 1,85       | Okres Brno-město, Brno                                  | Bachtal am Stadtrand von Brünn |         |
| Babolský háj                 | 1998     | 5,05       | Okres Blansko, Boskovice                                | |         |
| Bačov                        | 1986     | 3,02       | Okres Blansko, Boskovice                                | |         |
| Baračka                      | 1950     | 3,02       | Okres Vyškov, Bučovice                                  | Ehemaliger Obstgarten mit Steppenvegetation am Nordrand des Naturparks Ždánický les                                                                         |         |
| Betlém                       | 1990     | 10,87      | Okres Břeclav, Pohořelice                               | |         |
| Bílá hora                    | 1991     | 0,65       | Okres Brno-město, Brno                                  | |         |
| Bílá skála u Jamolic         | 1998     | 1,68       | Okres Znojmo, Moravský Krumlov                          | |         |
| Biskoupská hadcová step      | 1979     | 2,21       | Okres Brno-venkov, Ivančice                             | |         |
| Bohuslavické stráně          | 1992     | 3,52       | Okres Hodonín, Kyjov                                    | Grashügel mit wärmeliebender Vegetation |         |
| Borky                        | 2002     | 0,10       | Okres Hodonín, Veselí nad Moravou                       | |         |
| Bouchal                      | 1980     | 2,60       | Okres Brno-venkov, Ivančice                             | |         |
| Březina                      | 1990     | 32,17      | Okres Brno-venkov, Kuřim                                | Eichenwald am Rand der Drahanská vrchovina |         |
| Cínová hora                  | 1999     | 4,71       | Okres Znojmo, Znojmo                                    | |         |
| Cukl a Rozsečské rašeliniště | 1986     | 17,53      | Okres Blansko, Louka, Rozseč nad Kunštátem              | |         |
| Černá skála                  | 1996     | 0,12       | Okres Blansko, Lipovec                                  | |         |
| Červený rybníček             | 1956     | 0,14       | Okres Znojmo, Znojmo                                    | |         |
| Čtvrtky za Bořím             | 1996     | 3,10       | Okres Blansko, Býkovice                                 | Geländeeinschnitt der unvollendeten Reichsautobahn Wien-Breslau östlich des Dorfes mit natürlicher Sukzession und reichem Vorkommen des Helm-Knabenkrautes. |         |
| Dobrá studně                 | 1990     | 13,24      | Okres Blansko, Ochoz u Tišnova                          | |         |
| Dolní mušovský luh           | 1990     | 48,76      | Okres Břeclav, Ivaň                                     | Auwald an der Jihlava |         |
| Drásovský kopeček            | 1980     | 9,71       | Okres Brno-venkov, Malhostovice                         | |         |
| Fládnitzské vřesoviště       | 2002     | 4,03       | Okres Znojmo, Hnanice                                   | |         |
| Habrová                      | 1997     | 18,22      | Okres Blansko, Černovice                                | |         |
| Háj u Lipova                 | 1956     | 3,30       | Okres Hodonín, Lipov                                    | |         |
| Hersica                      | 1997     | 23,27      | Okres Blansko, Bedřichov, Kunštát                       | |         |
| Hevlínské jezero             | 1996     | 9,36       | Okres Znojmo, Hevlín                                    | |         |
| Holásecká jezera             | 1987     | 2,15       | Okres Brno-město, Brno                                  | |         |
| Horáčkův kopeček             | 2002     | 1,01       | Okres Znojmo, Znojmo                                    | |         |
| Horecký kopec                | 2002     | 1,35       | Okres Znojmo, Hnanice                                   | |         |
| Horka                        | 1984     | 1,61       | Okres Brno-venkov, Podolí                               | |         |
| Horní Bělá                   | 1997     | 22,44      | Okres Blansko, Kořenec, Šebetov                         | |         |
| Horní Židovka                | 1997     | 24,02      | Okres Blansko, Synalov                                  | |         |
| Hošťálka                     | 1949     | 1,86       | Okres Hodonín, Skalka                                   | |         |
| Hrubá louka                  | 1990     | 1,10       | Okres Vyškov, Mouřínov                                  | trockener Hang am Nordrand des Naturparks Ždánický les, Orchideenstandort                                                                                   |         |
| Hrušín                       | 1997     | 12,43      | Okres Blansko, Ochoz u Tišnova                          | |         |
| Hřebenatkový útes            | 1990     | 0,06       | Okres Vyškov, Rousínov                                  | Paläontologische Lokalität |         |
| Hynčicovy skály              | 1979     | 0,13       | Okres Brno-venkov, Viničné Šumice                       | |         |
| Jalový dvůr                  | 1990     | 22,53      | Okres Vyškov, Heršpice                                  | Teich und angrenzende Hänge am Nordrand des Naturparks Ždánický les, Lebensraum von Amphibien                                                               |         |
| Jesličky                     | 2002     | 3,33       | Okres Břeclav, Němčičky                                 | |         |
| Jezero                       | 2000     | 9,32       | Okres Hodonín, Vacenovice                               | |         |
| Jezírko Kutnar               | 1956     | 0,57       | Okres Břeclav, Rakvice                                  | |         |
| Junácká louka                | 1989     | 5,03       | Okres Brno-město, Brno                                  | |         |
| Kačiny                       | 1997     | 31,71      | Okres Blansko, Černovice                                | |         |
| Kamenice u Hlohovec          | 2002     | 3,01       | Okres Břeclav, Hlohovec                                 | |         |
| Kavky                        | 2000     | 6,42       | Okres Brno-město, Brno                                  | |         |
| Kienberg                     | 1995     | 6,39       | Okres Břeclav, Mikulov                                  | |         |
| Klášterce                    | 1990     | 22,82      | Okres Brno-venkov, Lomnice, Synalov                     | |         |
| Kněžnice                     | 1973     | 7,34       | Okres Brno-venkov, Babice nad Svitavou                  | |         |
| Kočičí skála                 | 1953     | 0,66       | Okres Břeclav, Mikulov                                  | |         |
| Krkatá bába                  | 1997     | 9,02       | Okres Blansko, Lubě                                     | |         |
| Kuče                         | 1990     | 5,79       | Okres Vyškov, Malínky                                   | Bewaldetes Tal am Rand des Marsgebirges |         |
| Kůlny                        | 1989     | 10,4       | Okres Brno-město, Brno                                  | |         |
| Kunštátská obora             | 1998     | 10,12      | Okres Blansko, Kunštát                                  | |         |
| Květné jezero                | 1956     | 1,63       | Okres Břeclav, Lednice                                  | |         |
| Květnice                     | 1950     | 129,86     | Okres Brno-venkov, Tišnov                               | Felsen- und Höhlengebiet |         |
| Lange Wart                   | 2002     | 1,72       | Okres Břeclav, Nový Přerov                              | |         |
| Lebeďák                      | 1998     | 9,28       | Okres Blansko, Lhota Rapotina                           | |         |
| Lhotské jalovce a stěny      | 1998     | 18,13      | Okres Blansko, Lhota u Olešnice                         | |         |
| Losky                        | 2002     | 0,07       | Okres Hodonín, Ježov                                    | Ehemalige Sandgrube, geologische Lokalität |         |
| Losolosy                     | 2002     | 6,53       | Okres Znojmo, Únanov                                    | |         |
| Loucká obora                 | 1997     | 12,45      | Okres Blansko, Louka                                    | |         |
| Luzichová                    | 1990     | 21,10      | Okres Brno-venkov, Lomnice                              | |         |
| Lysická obora                | 1996     | 61,27      | Okres Blansko, Drnovice, Lysice                         | |         |
| Malhostovická pecka          | 1980     | 1,85       | Okres Brno-venkov, Malhostovice                         | |         |
| Mandloňová mez               | 1997     | 0,20       | Okres Znojmo, Strachotice                               | |         |
| Medlánecká skalka            | 1998     | 0,34       | Okres Brno-město, Brno                                  | |         |
| Medlánecké kopce             | 1987     | 12,30      | Okres Brno-město, Brno                                  | |         |
| Mechovkový útes              | 1990     | 0,02       | Okres Vyškov, Komořany                                  | Paläontologische Lokalität |         |
| Míchovec                     | 1997     | 19,52      | Okres Blansko, Běleč, Synalov                           | |         |
| Mikulovické jezero           | 1999     | 2,66       | Okres Znojmo, Mikulovice                                | |         |
| Mniší hora                   | 1950     | 24,73      | Okres Brno-město, Brno                                  | |         |
| Mrazový klín                 | 1973     | 0,12       | Okres Vyškov, Němčany                                   | Ehemalige Sandgrube mit freigelegten Spuren von Verwitterung, geologische Lokalität                                                                         |         |
| Na hájku                     | 1981     | 0,23       | Okres Brno-venkov, Omice                                | |         |
| Na lesní horce               | 1981     | 0,71       | Okres Brno-venkov, Čebín                                | |         |
| Na skalách                   | 1991     | 0,07       | Okres Brno-město, Brno                                  | |         |
| Nad Berankou                 | 1997     | 13,00      | Okres Blansko, Černovice                                | |         |
| Nad Medlovickým potokem      | 1990     | 0,42       | Okres Vyškov, Medlovice                                 | Trockener Hang mit Steppenvegetation am Rand des Marsgebirges                                                                                               |         |
| Nad Vápenkou                 | 2001     | 0,81       | Okres Hodonín, Velká nad Veličkou                       | |         |
| Návdavky u Němčan            | 1990     | 1,87       | Okres Vyškov, Hodějice                                  | Trockener Hang mit Steppenvegetation am Nordrand des Naturparks Ždánický les                                                                                |         |
| Návrší                       | 1984     | 0,93       | Okres Brno-venkov, Šlapanice                            | |         |
| Netopýrky                    | 1987     | 1,541      | Okres Brno-město, Brno                                  | |         |
| Nivky za Větřákem            | 1993     | 0,25       | Okres Hodonín, Mutěnice                                 | Steppenlandschaft |         |
| Nosislavská zátočina         | 1991     | 4,55       | Okres Brno-venkov, Nosislav                             | |         |
| Nové hory                    | 1980     | 0,40       | Okres Brno-venkov, Blučina                              | |         |
| Obřanská stráň               | 1987     | 1,22       | Okres Brno-město, Brno                                  | |         |
| Očovské louky                | 1990     | 34,82      | Okres Hodonín, Hodonín                                  | |         |
| Ochozy                       | 2002     | 0,91       | Okres Hodonín, Archlebov                                | |         |
| Oleksovická mokřina          | 1997     | 43,18      | Okres Znojmo, Hostěradice, Oleksovice                   | |         |
| Oleksovické vřesoviště       | 2000     | 2,53       | Okres Znojmo, Oleksovice                                | |         |
| Osypané břehy                | 1999     | 75,90      | Okres Hodonín, Bzenec, Strážnice                        | Mäander der March mit Sanddünen |         |
| Padělky                      | 1997     | 1,31       | Okres Blansko, Strhaře                                  | |         |
| Pahorek                      | 1990     | 7,88       | Okres Vyškov, Vážany                                    | Trockener Grashang mit Steppenvegetation in der Orlovická pahorkatina                                                                                       |         |
| Panská skála                 | 1990     | 2,34       | Okres Vyškov, Habrovany                                 | Ehemaliger Steinbruch in der Drahanská vrchovina, Lebensraum für Amphibien                                                                                  |         |
| Park Letovice                | 1996     | 27,57      | Okres Blansko, Letovice                                 | |         |
| Patočkova hora               | 1984     | 1,24       | Okres Brno-venkov, Neslovice                            | |         |
| Pekárka                      | 1946     | 9,50       | Okres Brno-venkov, Ivančice                             | |         |
| Pekárna                      | 1989     | 59,64      | Okres Brno-město, Brno                                  | |         |
| Pilský rybníček              | 1990     | 0,30       | Okres Blansko, Synalov                                  | |         |
| Písky                        | 1990     | 3,16       | Okres Brno-venkov, Žatčany                              | |         |
| Plácky                       | 1950     | 3,28       | Okres Břeclav, Velké Němčice                            | |         |
| Pláně                        | 1989     | 9,60       | Okres Brno-venkov, Kuřimská Nová Ves                    | Felsiger Hang mit wärmeliebender Vegetation |         |
| Pod Šibeničním kopcem        | 2002     | 3,53       | Okres Znojmo, Horní Dunajovice                          | |         |
| Přední Galašek               | 1990     | 1,42       | Okres Vyškov, Brankovice                                | Hang mit Steppenvegetation am Rand des Marsgebirges |         |
| Pustý kopec u Konic          | 1956     | 1,57       | Okres Znojmo, Nový Šaldorf-Sedlešovice                  | |         |
| Rájecká tůň                  | 1997     | 0,32       | Okres Brno-město, Brno                                  | |         |
| Roviny                       | 1990     | 7,78       | Okres Vyškov, Nevojice                                  | Hang mit Steppenvegetation am Nordrand des Naturparks Ždánický les                                                                                          |         |
| Roznitál                     | 1990     | 0,98       | Okres Vyškov, Moravské Málkovice, Orlovice              | Hang mit Steppenvegetation in der Orlovická pahorkatina |         |
| Rudlické kopce               | 2002     | 17,57      | Okres Znojmo, Rudlice                                   | |         |
| Růžový kopec                 | 1986     | 44,51      | Okres Břeclav, Mikulov                                  | |         |
| Rybičková skála              | 1980     | 0,19       | Okres Brno-venkov, Zbýšov                               | |         |
| Santon                       | 1979     | 0,39       | Okres Brno-venkov, Tvarožná                             | Hügel mit wärmeliebender Vegetation östlich von Brünn |         |
| Skalky                       | 1990     | 10,19      | Okres Znojmo, Havraníky                                 | |         |
| Skalky u Přehrady            | 1989     | 1,34       | Okres Brno-město, Brno                                  | |         |
| Soběšické rybníčky           | 1987     | 1,29       | Okres Brno-město, Brno                                  | |         |
| Střebovský kopec             | 2001     | 2,68       | Okres Znojmo, Znojmo                                    | |         |
| Střečkův kopec               | 1994     | 0,11       | Okres Hodonín, Blatnice pod Svatým Antonínkem           | ehemaliger Steinbruch, geologische Lokalität |         |
| Střelická bažinka            | 1980     | 2,89       | Okres Brno-venkov, Střelice                             | |         |
| Střelický les                | 1980     | 2,00       | Okres Brno-venkov, Střelice                             | |         |
| Stříbrný vrch                | 1999     | 2,94       | Okres Znojmo, Hostěradice                               | |         |
| Svídovec                     | 1997     | 26,66      | Okres Blansko, Rohozec                                  | |         |
| Sýkoř                        | 1990     | 96,45      | Okres Blansko, Synalov                                  | |         |
| Synalovské kopaniny          | 1990     | 10,99      | Okres Blansko, Synalov                                  | |         |
| Šafářka                      | 1999     | 2,05       | Okres Znojmo, Mašovice                                  | |         |
| Šiberná                      | 1990     | 16,40      | Okres Brno-venkov, Kuřim                                | |         |
| Šidlovy skalky               | 1998     | 1,21       | Okres Znojmo, Olbramovice                               | |         |
| Trkmanec-Rybníčky            |          | 44,33      | Okres Břeclav, Rakvice                                  | |         |
| Troskotovický dolní rybník   | 1998     | 25,18      | Okres Znojmo, Troskotovice                              | |         |
| U kapličky                   | 2001     | 5,15       | Okres Znojmo, Hostěradice                               | |         |
| U Michálka                   | 1996     | 1,00       | Okres Znojmo, Moravský Krumlov                          | |         |
| U Staré Vápenice             | 1990     | 11,00      | Okres Brno-město: Brno Okres Brno-venkov: Mokrá-Horákov | |         |
| Údolí Chlébského potoka      | 1998     | 13,26      | Okres Blansko, Černovice, Osiky                         | |         |
| Údolí Kohoutovického potoka  | 1987     | 3,28       | Okres Brno-město, Brno                                  | |         |
| Uherčická louka              | 1999     | 6,83       | Okres Znojmo, Uherčice                                  | |         |
| V Jezdinách                  | 1996     | 25,98      | Okres Blansko, Kněževes                                 | |         |
| V olších                     | 1980     | 2,10       | Okres Brno-venkov, Trboušany                            | |         |
| Velatická slepencová stráň   | 1951     | 0,60       | Okres Brno-venkov, Velatice                             | |         |
| Velká Klajdovka              | 1987     | 10,58      | Okres Brno-město, Brno                                  | |         |
| Velké Družďavy               | 1953     | 0,47       | Okres Brno-venkov, Rebešovice                           | |         |
| Velký hájek                  | 1984     | 2,59       | Okres Brno-venkov, Šlapanice                            | |         |
| Veselská lada                | 1990     | 0,95       | Okres Brno-venkov, Lomnice                              | |         |
| Veselský chlum               | 1990     | 13,74      | Okres Brno-venkov, Lomnice                              | |         |
| Vinohrady                    | 1981     | 0,72       | Okres Brno-venkov, Velatice                             | |         |
| Vojenské cvičiště Bzenec     | 1994     | 36,81      | Okres Hodonín, Bzenec                                   | |         |
| Vraní vrch                   | 2001     | 1,53       | Okres Znojmo, Krhovice                                  | |         |
| Výchoz                       | 1998     | 0,10       | Okres Hodonín, Čejč                                     | Ehemaliger Steinbruch, geologische Lokalität |         |
| Zámecký les v Lomnici        | 1998     | 5,59       | Okres Brno-venkov, Lomnice                              | |         |
| Zhořská mokřina              | 1984     | 3,37       | Okres Brno-venkov, Zálesná Zhoř                         | |         |
| Zlobice                      | 1984     | 52,61      | Okres Brno-venkov, Kuřim, Malhostovice                  | Waldgebiet und Schafweide |         |
| Žabárník                     | 1990     | 11,68      | Okres Brno-venkov, Sokolnice                            | |         |
| Žebětínský rybník            | 1985     | 4,42       | Okres Brno-město, Brno                                  | |         |
| Žerotín                      |          | 1,86       | Okres Hodonín, Strážnice                                | Hügel in den Weißen Karpaten (321 m n. m.) |         |
| Žižkův stůl                  | 1997     | 23,81      | Okres Blansko, Lhota u Lysic                            | |         |
| Žleby                        | 2002     | 1,55       | Okres Znojmo, Zálesí                                    | |         |
| Žlíbek                       | 1990     | 3,72       | Okres Vyškov, Rašovice                                  | ehemalige Weiden und Obstgärten, Orchideenstandort am Nordrand des Naturparks Ždánický les                                                                  |         |